# Lydell Mitchell
Lydell Douglas Mitchell (Salem, 30 maggio 1949) è un ex giocatore di football americano statunitense che ha militato nel ruolo di running back nella National Football League (NFL).

## Carriera
Mitchell fu scelto dai Baltimore Colts nel corso del secondo giro (48º assoluto) del Draft NFL 1972. A metà degli anni settanta si impose come uno dei running back più completi della NFL. Assieme al compagno Bert Jones portò i Colts a tre titoli di division consecutivi, spodestando i Miami Dolphins che avevano vinto la division per quattro anni consecutivi (1971–74). Mitchell superò le mille yard corse in tre stagioni consecutive (1975–77) venendo convocato ogni anno per il Pro Bowl. Oltre che sulle corse, guidò la NFL in ricezioni per due volte, nel 1974 e nel 1977. Per due volte fu inserito nel Second-team All-Pro dall'Associated Press.
Dopo i suoi anni di successo a Baltimore, Mitchell fu scambiato con i San Diego Chargers dopo la stagione 1977. Con essi ebbe una solida stagione 1978. Nel 1980 disputò due partite con i Los Angeles Rams, chiudendo la carriera.

## Palmarès
- Convocazioni al Pro Bowl: 3

1975, 1976, 1977
- Second-team All-Pro: 2

1976, 1977
- College Football Hall of Fame